# Petit-Mars

Localització de Petit-Mars

Petit-Mars  (en bretó Kervarc'h) és un municipi francès, situat a la regió de país del Loira, al departament de Loira Atlàntic, que històricament va formar part de la Bretanya. L'any 2006 tenia 3.269 habitants. Limita amb Les Touches, Ligné, Saint-Mars-du-Désert, Sucé-sur-Erdre i Nort-sur-Erdre.

## Demografia
| 1962                                       | 1968  | 1975  | 1982  | 1990  | 1999  |
| ------------------------------------------ | ----- | ----- | ----- | ----- | ----- |
| 1.062                                      | 1.086 | 1.204 | 1.800 | 2.309 | 2.438 |
| Des de 1962: població sense dobles comptes |       |       |       |       |       |

## Administració
| Període   | Identitat          | Partit |
| --------- | ------------------ | ------ |
| 2001-2007 | Joël Dauve         |        |
| 2007-     | Dominique Guellier |        |